# Гагарин, Андрей Васильевич
Князь Андрей Васильевич Гагарин — воевода и наместник во времена правления Ивана IV Васильевича Грозного и Фёдора Ивановича.
Из княжеского рода Гагарины. Младший сын новгородского помещика князя Василия Ивановича Гагарина. Имел старшего брата, князя Афанасия Васильевича упомянутого в 1573 году на свадьбе дочери двоюродного брата царя Ивана Грозного — князя Владимира Андреевича, княжны Марии Владимировны и короля Арцымагнуса, второй при постели новобрачных.

## Биография
В 1572 году годовал воеводой в Алысте. В 1578-1580 годах наместник и первый осадный воевода в Орешке. В 1581-1582 годах первый воевода и наместник в Апеле. В 1583-1585 годах первый осадный воевода и наместник в Великих Луках, откуда в июне извещал Государя о приходе войск Речи Посполитой в Лукский уезд.
По родословной росписи показан бездетным.

## Критика
Приведённые вверху данные соответствуют научным изысканиям М.Г. Спиридова и подтверждены поколенной росписью поданной в 1682 году в Палату родословный дел.
П.Н. Петров в "Истории родов русского дворянства" показывает отца, князя Василия Ивановича Гагарина — бездетным.
П.В. Долгоруков в "Российской родословной книге" показывает князя № 119 Андрея Васильевича, единственным сыном князя № 86 Василия Ивановича Гагарина, но в представленном XXIV колене имеются указания дат рождения некоторых из представителей рода (г/р 1673), что фактически является датами через 100 лет от упоминания князя Андрея Васильевича. В этом источнике показаны два сына князя Андрея Васильевича — № 142 Иван и № 143 Андрей Андреевичи и в данном колене, также имеются упоминания о рождении князей Гагариных после 1700 года. Также в XXIII колене, где указан отец князя Андрея Васильевича имеются два князя № 86 и 108  Василия Ивановича Гагарина, что вероятно привело к смешиванию в родословной росписи.
В Боярской книге имеется запись о князе Андрее Васильевиче Гагарине упомянутого стряпчим в 1683-1692 годах.